# 己連拿小學
己連拿小學（英語：Glenealy School），是一所國際小學，位於香港島中西區中半山香雪道7號，屬英基學校協會旗下的學校，於1959年創校，為360名學童提供教育，包括額外學習支援。

## 歷史
學校成立於1959年，原名為梅道小學。於1982年重建成時尚現代化的校舍，並改名至己連拿小學

## 外部連結
- 己連拿小學官網 （页面存档备份，存于）